# Темникова Марія Сергіївна
Темникова Марія Сергіївна (17 листопада 1995) — російська плавчиня.
Учасниця Олімпійських Ігор 2020 року.
Чемпіонка Європи з плавання на короткій воді 2019 року.
Призерка літньої Універсіади 2017 року.